# Huangpu (Cantón)
Huangpu (ⓘ; en chino, 黄浦区; pinyin, Huángpǔ qū; transcripción antigua, Whampoa; literalmente, ‘puerto amarillo’) es un distrito urbano bajo la administración directa de la Subprovincia Cantón en la Provincia de Guangdong, República Popular China. Su área es de 480 km² y su población total para 2019 superó los 500 mil habitantes.

## Administración
El distrito de Huangpu se divide en 7 subdistritos.
| Nombre    | Chino    | Pinyin           | Cantones             |
| --------- | -------- | ---------------- | -------------------- |
| Dasha     | 大沙街道 | Dàshā Jiēdào     | dai6 sa1 gai1 dou6   |
| Huangpu   | 黄埔街道 | Huángbù Jiēdào   | wong4 bou3 gai1 dou6 |
| Hongshan  | 红山街道 | Hóngshān Jiēdào  | hung4 san1 gai1 dou6 |
| Yuzhu     | 鱼珠街道 | Yúzhū Jiēdào     | jyu4 zyu1 gai1 dou6  |
| Wenchong  | 文冲街道 | Wénchōng Jiēdào  | men4 cung1 gai1 dou6 |
| Nangang   | 南岗街道 | Nángǎng Jiēdào   | nam4 gong1 gai1 dou6 |
| Changzhou | 长洲街道 | Chángzhōu Jiēdào | cêng4 zeo1 gai1 dou6 |
| Suidong   | 穗东街道 | Suìdōng Jiēdào   | sêu6 dung1 gai1 dou6 |
| Lilian    | 荔联街道 | Lìlián Jiēdào    | lei6 lün4 gai1 dou6  |

## Historia
Huangpu fue la zona de muelle y el puerto de carga para muchos europeos comerciantes en el siglo XVIII, tales como los relacionados con el comercio de pieles y marítimo. Durante la primera guerra del Opio, la batalla de Whampoa se libró entre las fuerzas británicas y chinas el 2 de marzo de 1841. La Academia Militar de Whampoa fue fundada en 1924.

## Clima
Debido a su posición geográfica,los patrones climáticos en la siguiente tabla son los mismos de Cantón.
| Parámetros climáticos promedio de Huangpu (1971–2000) | Parámetros climáticos promedio de Huangpu (1971–2000) | Parámetros climáticos promedio de Huangpu (1971–2000) | Parámetros climáticos promedio de Huangpu (1971–2000) | Parámetros climáticos promedio de Huangpu (1971–2000) | Parámetros climáticos promedio de Huangpu (1971–2000) | Parámetros climáticos promedio de Huangpu (1971–2000) | Parámetros climáticos promedio de Huangpu (1971–2000) | Parámetros climáticos promedio de Huangpu (1971–2000) | Parámetros climáticos promedio de Huangpu (1971–2000) | Parámetros climáticos promedio de Huangpu (1971–2000) | Parámetros climáticos promedio de Huangpu (1971–2000) | Parámetros climáticos promedio de Huangpu (1971–2000) | Parámetros climáticos promedio de Huangpu (1971–2000) |
| Mes                                                   | Ene.                                                  | Feb.                                                  | Mar.                                                  | Abr.                                                  | May.                                                  | Jun.                                                  | Jul.                                                  | Ago.                                                  | Sep.                                                  | Oct.                                                  | Nov.                                                  | Dic.                                                  | Anual                                                 |
| ----------------------------------------------------- | ----------------------------------------------------- | ----------------------------------------------------- | ----------------------------------------------------- | ----------------------------------------------------- | ----------------------------------------------------- | ----------------------------------------------------- | ----------------------------------------------------- | ----------------------------------------------------- | ----------------------------------------------------- | ----------------------------------------------------- | ----------------------------------------------------- | ----------------------------------------------------- | ----------------------------------------------------- |
| Temp. máx. media (°C)                                 | 18.3                                                  | 18.5                                                  | 21.6                                                  | 25.7                                                  | 29.3                                                  | 31.5                                                  | 32.8                                                  | 32.7                                                  | 31.5                                                  | 28.8                                                  | 24.5                                                  | 20.6                                                  | 26.3                                                  |
| Temp. mín. media (°C)                                 | 10.3                                                  | 11.7                                                  | 15.2                                                  | 19.5                                                  | 22.7                                                  | 24.8                                                  | 25.5                                                  | 25.4                                                  | 24.0                                                  | 20.8                                                  | 15.9                                                  | 11.5                                                  | 18.9                                                  |
| Lluvias (mm)                                          | 40.9                                                  | 69.4                                                  | 84.7                                                  | 201.2                                                 | 283.7                                                 | 276.2                                                 | 232.5                                                 | 227.0                                                 | 166.2                                                 | 87.3                                                  | 35.4                                                  | 31.6                                                  | 1736.1                                                |
| Días de lluvias (≥ 0.1 mm)                            | 7.5                                                   | 11.2                                                  | 15.0                                                  | 16.3                                                  | 18.3                                                  | 18.2                                                  | 15.9                                                  | 16.8                                                  | 12.5                                                  | 7.1                                                   | 5.5                                                   | 4.9                                                   | 149.2                                                 |
| Horas de sol                                          | 118.5                                                 | 71.6                                                  | 62.4                                                  | 65.1                                                  | 104.0                                                 | 140.2                                                 | 202.0                                                 | 173.5                                                 | 170.2                                                 | 181.8                                                 | 172.7                                                 | 166.0                                                 | 1628.0                                                |
| Humedad relativa (%)                                  | 72                                                    | 78                                                    | 82                                                    | 84                                                    | 84                                                    | 84                                                    | 82                                                    | 82                                                    | 78                                                    | 72                                                    | 66                                                    | 66                                                    | 77.5                                                  |
| Fuente: China Meteorological Administration           |                                                       |                                                       |                                                       |                                                       |                                                       |                                                       |                                                       |                                                       |                                                       |                                                       |                                                       |                                                       |                                                       |

## Saber más
- Isla Changzhou.